# Molly Holzschlag
Molly Miriam Esther Holzschlag (Brooklyn, 25 de enero de 1963 - Tucson, 5 de septiembre de 2023) fue una autora, defensora de la Web abierta y conferenciante estadounidense. Escribió o fue coautora de más de treinta libros sobre diseño web y estándares abiertos. La apodaron el "Hada Madrina de la Red".

## Biografía
Nacida el 25 de enero de 1963 en Brooklyn, le diagnosticaron anemia aplásica en 2014 y desde ese momento se dedicó a analizar y criticar los problemas generados por la financiación y la atención médica en Estados Unidos. Una iniciativa impulsada en la plataforma de micromecenazgo GoFundMe logró recaudar más de 70.000 dólares para financiar su quimioterapia.
Holzschlag fue encontrada muerta en su casa en Tucson, Arizona, el 5 de septiembre de 2023, a la edad de 60 años.

## Trayectoria profesional
Holzschlag fundó y dirigió las primeras ediciones del Open Web Camp, un evento gratuito celebrado entre 2009 y 2013 en Silicon Valley. Su trabajo se centró en tecnologías de web abierta, diseño web y accesibilidad. Fue líder de grupo y emérita del Proyecto de Estándares Web (WaSP), una coalición que hizo campaña ante los fabricantes de navegadores como Microsoft, Opera y Netscape para que apoyaran los estándares web modernos. En su obituario el Tucson Sentinel, (prensa del sur de Arizona), informó que «más de una vez, desafió cara a cara a Bill Gates para solucionar problemas con Internet Explorer».
Participó como experta invitada del Consorcio World Wide Web (W3C), en el Grupo de Trabajo CSS, presidió el Grupo Comunitario de Accesibilidad CSS, y fue invitada, también como experta, en los grupos de trabajo HTML y GEO.

## Actividad docente
En 2011, trabajó para Knowbility, organización no gubernamental estadounidense con sede en Austin, Texas, impartiendo clases sobre tecnologías web abiertas como HTML5 y ARIA, con énfasis en el uso del diseño inclusivo para superar barreras de accesibilidad. También impartió cursos para webmasters en la Universidad de Arizona, la de Georgia, la Universidad de Phoenix, la New School y en el Pima Community College.

## Actividad literaria
Holzschlag escribió o fue coautora de más de treinta libros sobre diseño web y estándares abiertos, incluido The Zen of CSS Design: Visual Enlightenment for the Web (en coautoría con Dave Shea) considerado libro básico para los diseñadores de webs. También colaboró con el periódico semanal Tucson Weekly en la década de los 90 escribiendo reportajes sobre música.

## Premios y reconocimientos
En 1998, Holzschlag fue nombrada una de las 25 mujeres más importantes de la Web por la sección de San Francisco de Webgrrls. Posteriormente, en 2015 recibió el Premio Net por su contribución destacada  y al año siguiente recibió el Premio O'Reilly a la Plataforma Web.